# Apu-trilogie
De Apu-trilogie is een serie van drie films geregisseerd door Satyajit Ray. Deze films werden gemaakt tussen 1955 en 1959. 
De Apu-trilogie bestaat uit:
- Pather Panchali (1955, Song of the little Road)
- Aparajito (1956, The Unvanquished)
- Apur Sansar (1959, The World of Apu)

Alle drie de films zijn gebaseerd op de roman van de beroemde Bengaalse auteur Bibhutibhushan Bandopadhyay. Deze trilogie wordt beschouwd als de grootste prestatie van de Indiase cinema. Pather Panchali won 12 internationale prijzen, gevolgd door een Gouden Leeuw in Venetië voor Aparajito en vele andere prijzen voor Apur Sansar.

## Verhaal
De films vertellen het verhaal van de Bengaalse jongen Apu. Het is een coming of age verhaal dat zich afspeelt tijdens de vroege twintigste eeuw. De familie van Apu woont op het platteland, het is een arme familie van een hoge kaste. Na de dood van Apu's zus verhuist de familie naar de heilige stad Benares. Apu's vader sterft en Apu komt in conflict met zijn moeder. Ondanks zijn armoede kan Apu naar school, waar hij een briljante leerling is. Na de dood van zijn moeder moet hij voor zichzelf zorgen. Hij probeert schrijver te worden, maar faalt hierin. Hij voelt zich gedwongen te trouwen. Zijn vrouw sterft in het kraambed, waarna de wanhopige Apu zijn kind in de steek laat. Uiteindelijk leert hij zijn verantwoordelijkheid te nemen.